# Церковь Вадсё
Церковь Вадсё (норв. Vadsø kirke) — приходская церковь норвежского города Вадсё, расположенного в фюльке Финнмарк. Входит в пробство Варангер диоцеза Нур-Холугаланна Норвежской церкви.

## История
Современное здание Церкви Вадсё является четвёртым её сооружением. Первая церковь была построена около 1575 года на острове Вадсёя, на котором изначально располагалось поселение Вадсё. После того, как Вадсё было перемещено с острова на материк, в 1710 году здесь была построена вторая церковь, прослужившая полтора столетия.
В 1861 году по проекту Кристиана Генриха Гроша для растущего города был построен более просторный храм, имевший в плане форму латинского креста. В ночь с 28 на 29 октября 1944 года во время немецкой оккупации Норвегии церковь Вадсё, как и большая часть города, была сожжена.
В 1954 году на месте сгоревшей церкви по проекту архитектора Магнуса Поульссона было начато сооружение нового храма, окончившееся в спустя четыре года. 30 марта 1958 года церковь была освящена.